# Santa Ana Acozautla
Santa Ana Acozautla är en ort i Mexiko.   Den ligger i kommunen Santa Isabel Cholula och delstaten Puebla, i den sydöstra delen av landet, 90 km sydost om huvudstaden Mexico City. Santa Ana Acozautla ligger 1 987 meter över havet och antalet invånare är 1 791.
Terrängen runt Santa Ana Acozautla är kuperad söderut, men norrut är den platt. Runt Santa Ana Acozautla är det tätbefolkat, med 476 invånare per kvadratkilometer. Närmaste större samhälle är Atlixco, 7,7 km sydväst om Santa Ana Acozautla. Omgivningarna runt Santa Ana Acozautla är en mosaik av jordbruksmark och naturlig växtlighet.